# Steak
Pour les articles homonymes, voir Steak (homonymie).
 (août 2008).
Si vous disposez d'ouvrages ou d'articles de référence ou si vous connaissez des sites web de qualité traitant du thème abordé ici, merci de compléter l'article en donnant les références utiles à sa vérifiabilité et en les liant à la section « Notes et références ».

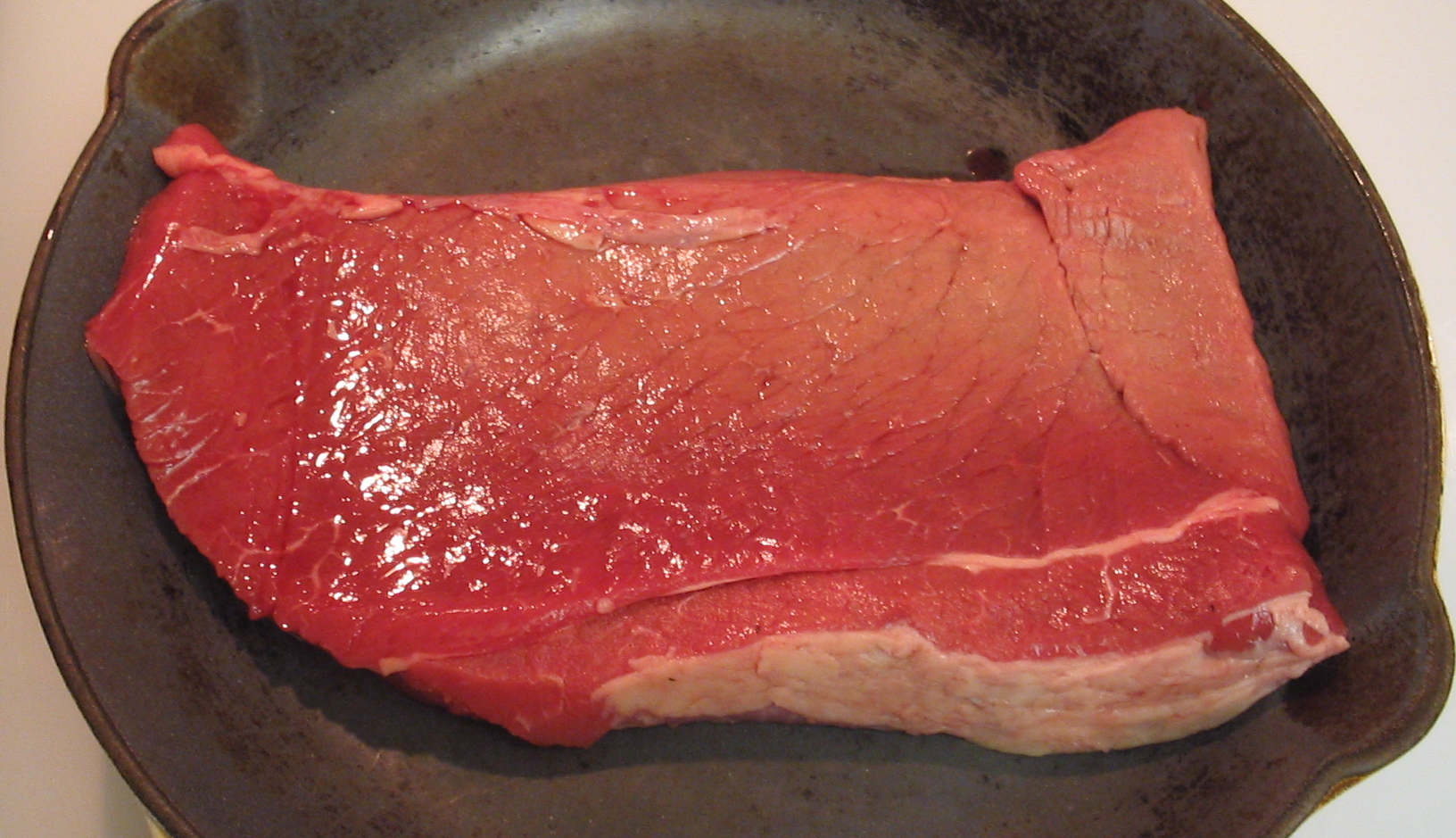
Steak cru (ici, un rumsteck).

Les termes steak (de l'anglais steak, « tranche de viande à griller ») et bifteck (de l'anglais beef steak, « tranche de bœuf à griller ») désignent toute tranche de viande rouge, le plus souvent de viande bovine, destinée à la consommation humaine. Les termes « steak » et « bifteck » désignent surtout, et d'une manière générale, une tranche de viande rouge à griller ou frire et pas une partie précise de la viande d'un animal. L'entrecôte, le faux-filet et le rumsteck, par exemple, sont des découpes concrètes et distinctes du bœuf, mais chacun de ces morceaux peut indistinctement être appelé un « steak » ou « bifteck ».
Par extension, le terme « steak » peut également désigner une tranche de volaille, de poisson ou de simili-viande, par exemple : « steak de dinde », « steak d'espadon » ou « steak de soja ».

## Produits

### Produits carnés

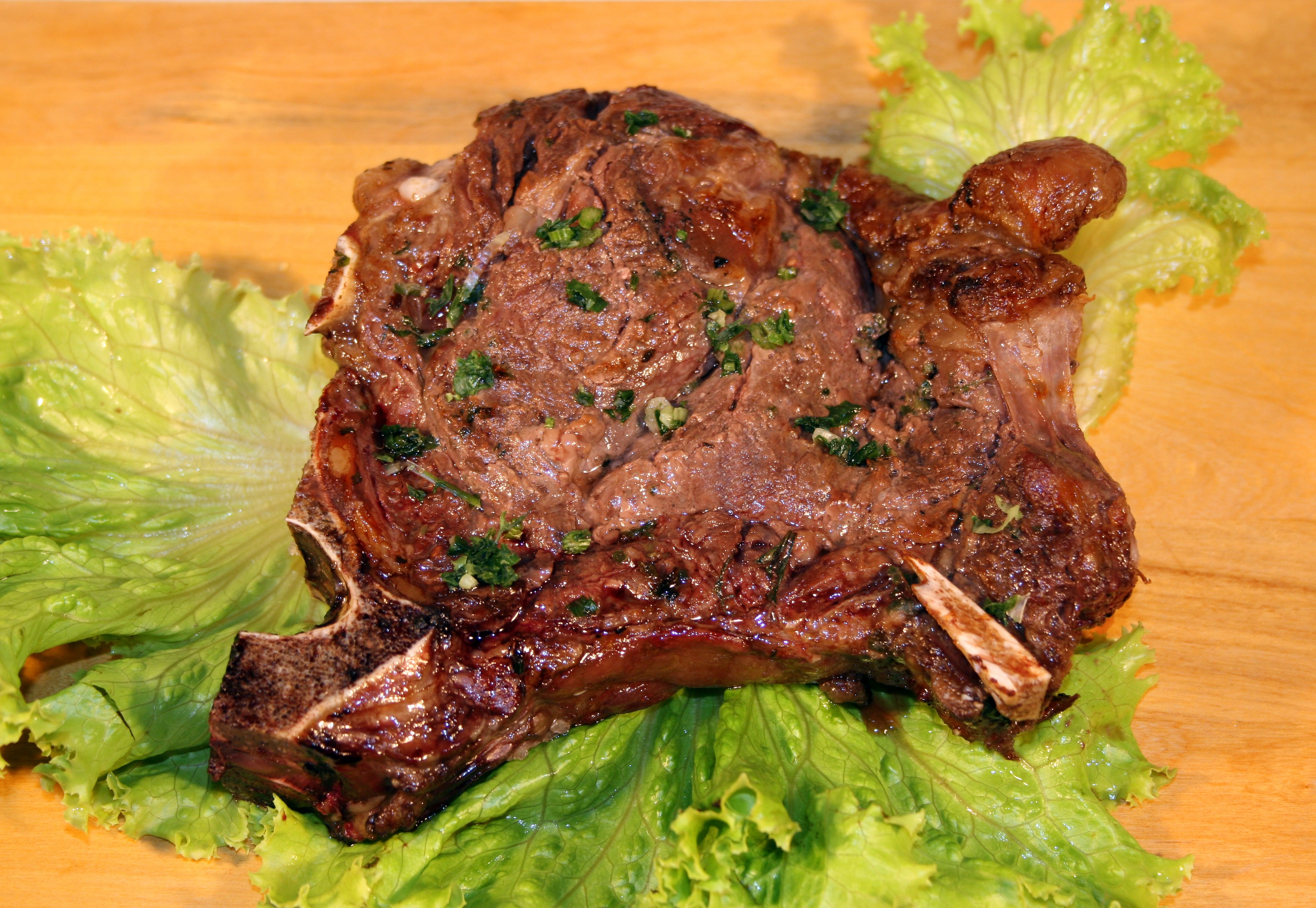
Un steak bien cuit.

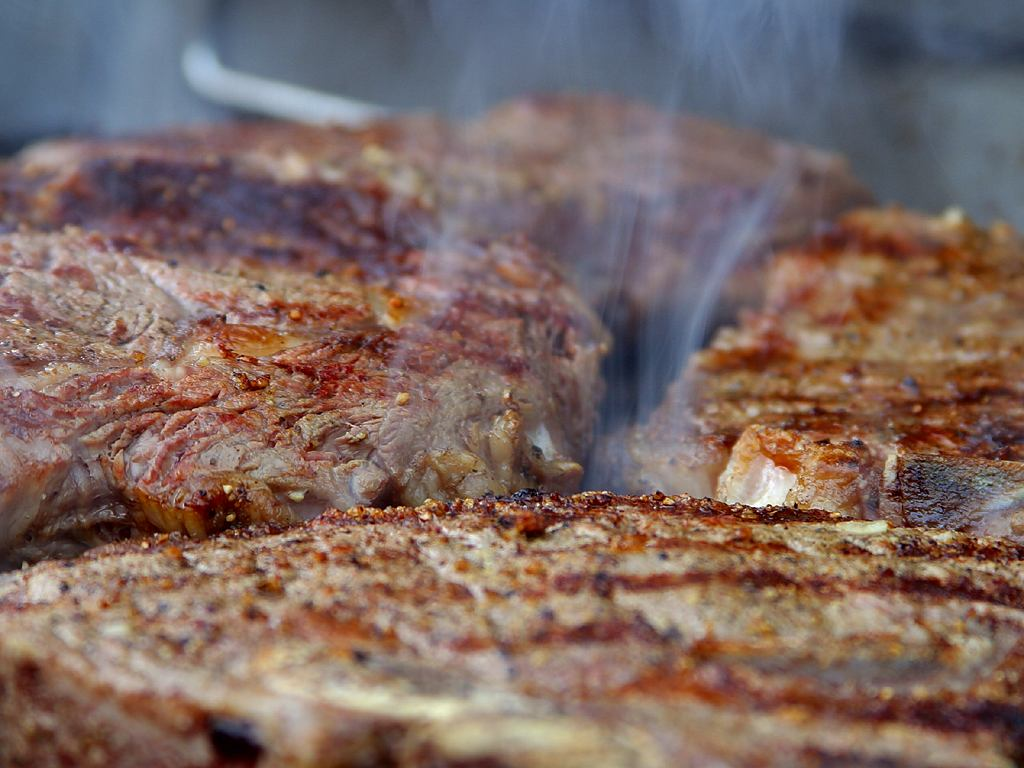
Steaks sur le gril.

L'immense majorité de biftecks consommés dans le monde sont des découpes de boucherie de viande bovine (bœuf, vache et veau), mais en une moindre proportion d'autres viandes sont aussi consommées sous forme de steak, comme le cheval ou les viandes de venaison (le mouflon, le cerf, le bison, le renne ou caribou, l'élan ou orignal, le chevreuil, etc.). Les viandes de porc, de mouton et d'agneau peuvent aussi être découpées en forme de steak, mais les découpes de boucherie qui en résultent ne reçoivent pas le nom de steaks (il est d'usage de parler dans ce cas de tranches de gigot d'agneau, de côtes de porc, etc.). 

Morceaux à bifteck (en gras) :
1. Basses côtes. 2. Côtes, entrecôtes. 3. Faux-filet. 4. Filet. 5. Rumsteck. 6. Rond de gîte. 7. Tende de tranche, poire, merlan. 8. Gîte à la noix. 9. Araignée. 10. Plat de tranche, rond de tranche, mouvant. 11. Bavette. 12. Hampe. 13. Onglet. 14. Aiguillette baronne. 15. Bavette de flanchet. 16. Plat de côtes. 17. Macreuse à bifteck. 18. Paleron. 19. Jumeau à bifteck. 20. Jumeau à pot-au-feu. 21. Macreuse à pot-au-feu. 22. Queue. 23. Gîte. 24. Flanchet. 25. Tendron, milieu de poitrine. 26. Gros bout de poitrine. 27. Collier. 28. Plat de joue. 29. Langue.

Les steaks hachés sont plus susceptibles d'être contaminés par la listeria,.
Le mode de cuisson des steaks exclut le plus souvent l'utilisation des matières grasses (comme c'est le cas des steaks cuits sur le gril, à la plancha, en grillade, en pierrade ou au barbecue), mais on utilise parfois des matières grasses en friture (l'huile ou le beurre). On parle aussi parfois de « steak » pour des tranches de chair de thon, d'espadon ou de saumon dont le mode de cuisson est similaire. On trouve également le terme de steak pour des produits d'origine végétale,.
En France, les morceaux de découpe de boucherie les plus utilisés pour la préparation de steaks sont les suivants (liste non exhaustive) :
- La côte de bœuf (souvent grillée, mais aussi rôtie au four)
- L'entrecôte (une entrecôte est une côte de bœuf désossée)
- Le faux-filet
- Le rumsteck
- La bavette (cuisinée souvent à l'échalote)
- Le filet de bœuf
- Le tournedos (une tranche épaisse de filet de bœuf)
- Le chateaubriand (une tranche de filet de bœuf, encore plus épaisse que le tournedos)
- L'onglet (contrairement à une idée reçue ce n'est pas le diaphragme du bœuf mais une tranche de muscle qui parcourt le diaphragme)

On distingue, pour la cuisson, les stades Bleu (B), Saignant (Sgn), À point (Ap), Bien cuit (Bc).

### Produits à base de poisson
On parle aussi parfois de « steak » pour des tranches de chair de thon, d'espadon ou de saumon dont le mode de cuisson est similaire.

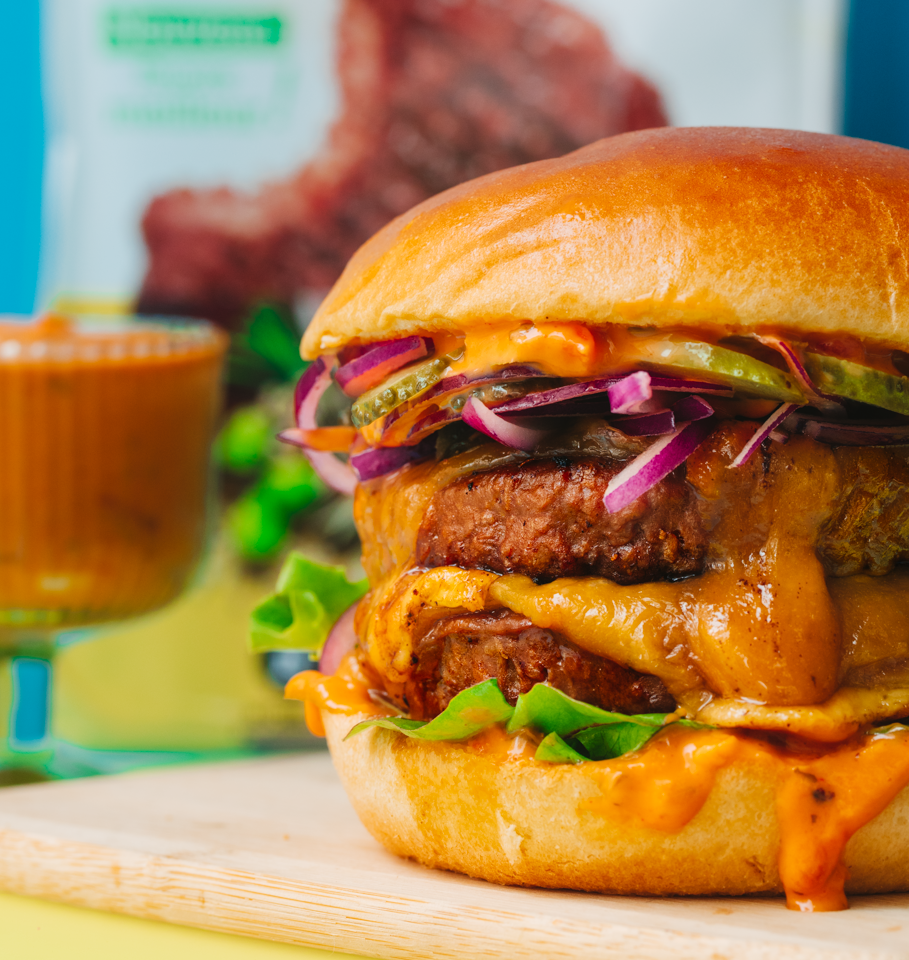
Burger végétarien réalisé avec un steak végétal

### Produits végétaux
Le « steak » végétal est souvent élaboré à partir de protéines végétales comme le soja, le blé ou les légumineuses, proposant une alternative sans viande tout en reproduisant la texture et les saveurs caractéristiques du steak de bœuf, le plus souvent du steak haché. L’empreinte carbone de ces produits est plus faible que ceux à base de viande.

## Enjeux économiques en France
Les syndicats de la filière viande en France, notamment Interbev et Inaporc ont fortement soutenu la proposition de loi relative à la transparence de l'information sur les produits alimentaires adoptée en mai 2020. Celle-ci  interdit l'utilisation commerciale de termes relatifs à la viande, dont celui de steak, pour désigner des produits végétaux. Cette interdiction, complétée par un décret en juin 2022, et qui prend effet en octobre 2022, intervient dans un contexte de très forte croissance de produits d'origine végétale.
En France, le décret du 26 février 2024 qui devait entrer en vigueur le 1er mai 2024, prohibant l'utilisation de termes de boucherie ou de charcuterie tels que « steak », « escalope » ou « jambon » pour nommer des produits comportant des protéines végétales, sous peine d'amende allant de 1 500 à 7 500 €,, est suspendu le 10 avril 2024 par le juge des référés du Conseil d’État, ce dernier estimant qu’il existe un doute sérieux sur la légalité de cette interdiction, laquelle pouvant en outre porter une atteinte grave et immédiate aux intérêts des industriels vendant exclusivement ce type de produits. La Cour de justice de l’Union européenne est par la suite consultée et rend le 4 octobre 2024 son avis : un État membre de l’Union européenne ne peut pas interdire les dénominations animales pour les produits végétaux,. Le 28 janvier 2025, le Conseil d’État retoque les décrets français et prononce contraire à la réglementation européenne la loi relative aux appellations des produits végétaux, rendant ainsi officiellement l’utilisation du terme « steak végétal » légale,.